# Albert Martin
Albert Martin va ser un regatista escocès que va competir a començaments del segle xx. El 1908 va prendre part en els Jocs Olímpics de Londres, on va guanyar la medalla d'or en la categoria de 12 metres del programa de vela com a membre de la tripulació de l'Hera.